# Bermuda3eck
Das Bermuda3eck in der Bochumer Innenstadt ist die Bezeichnung für ein Areal mit einer hohen Dichte von gastronomischen Betrieben. Es befindet sich zwischen Südring und Konrad-Adenauer-Platz. Begünstigt durch die kurzen Entfernungen zum Bochumer Schauspielhaus, dem Union-Kino und dem Hauptbahnhof setzte die Verbreitung derartiger Einrichtungen in den 1980er Jahren ein.

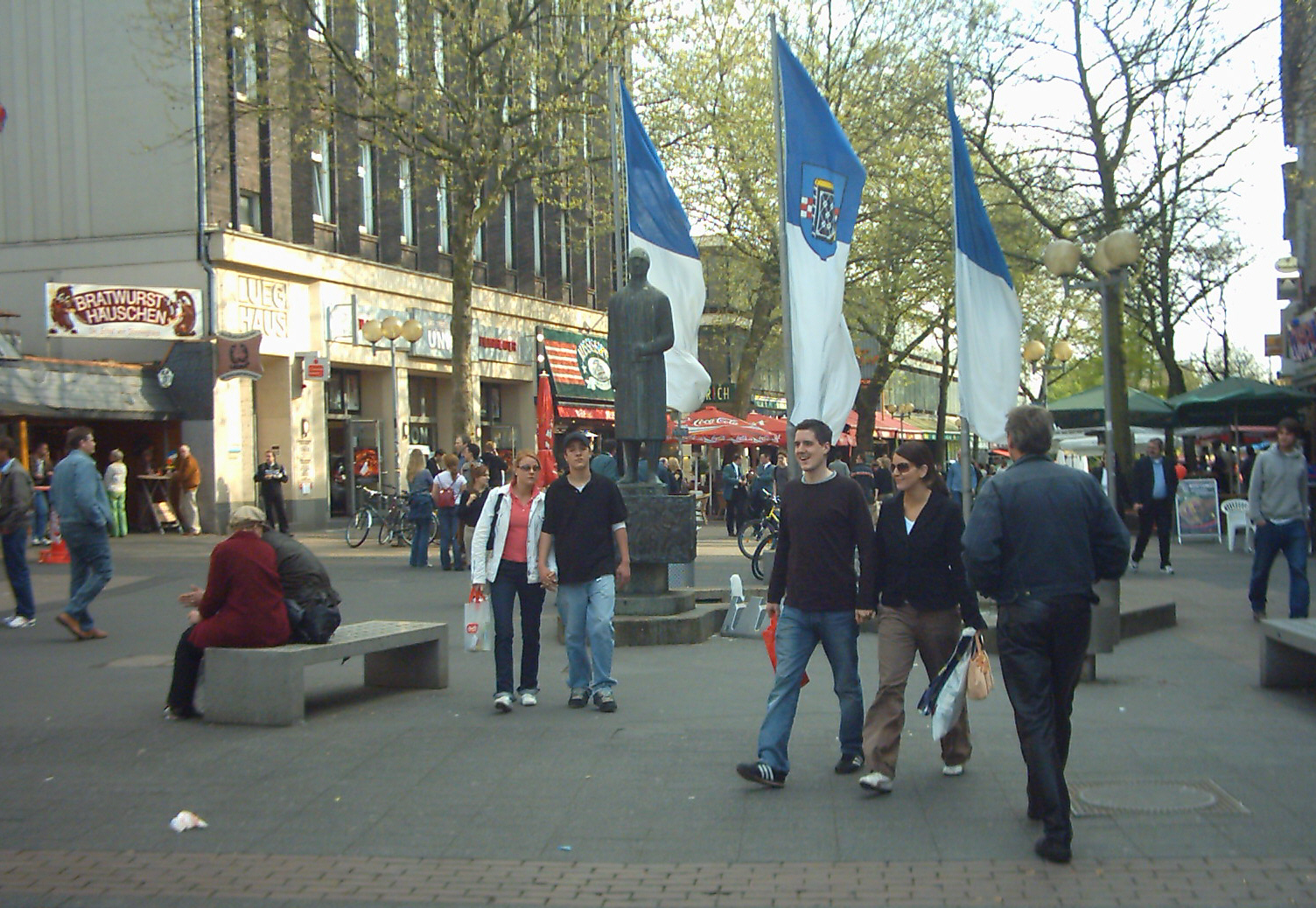
Damaliger Engelbert-Brunnen im Bermuda3eck (2005)

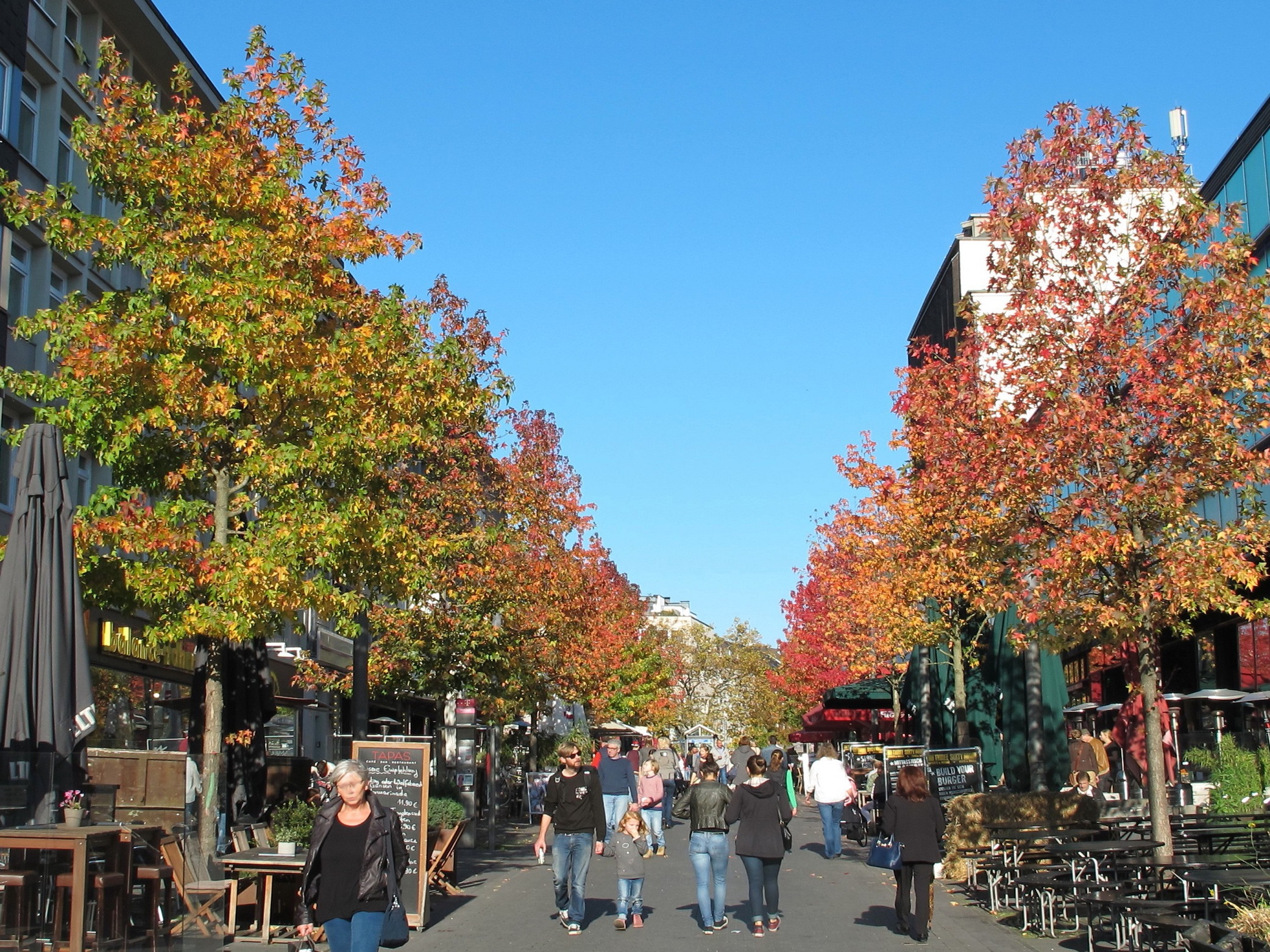
Untere Kortumstraße

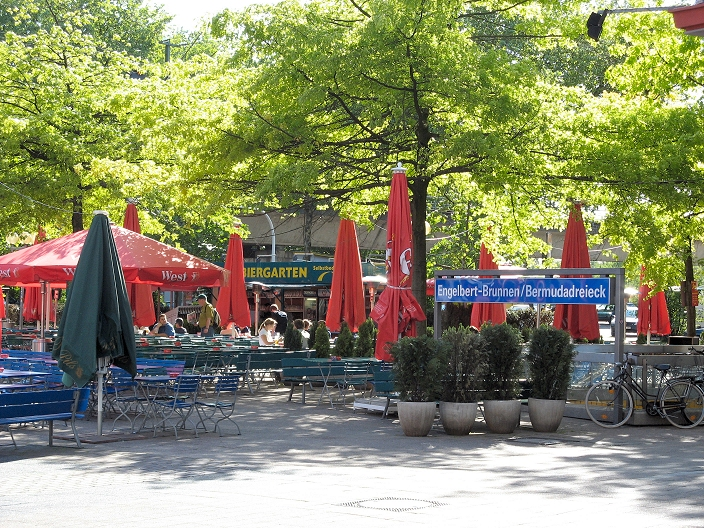
Konrad-Adenauer-Platz (KAP), eine der Spitzen des Bermuda3ecks

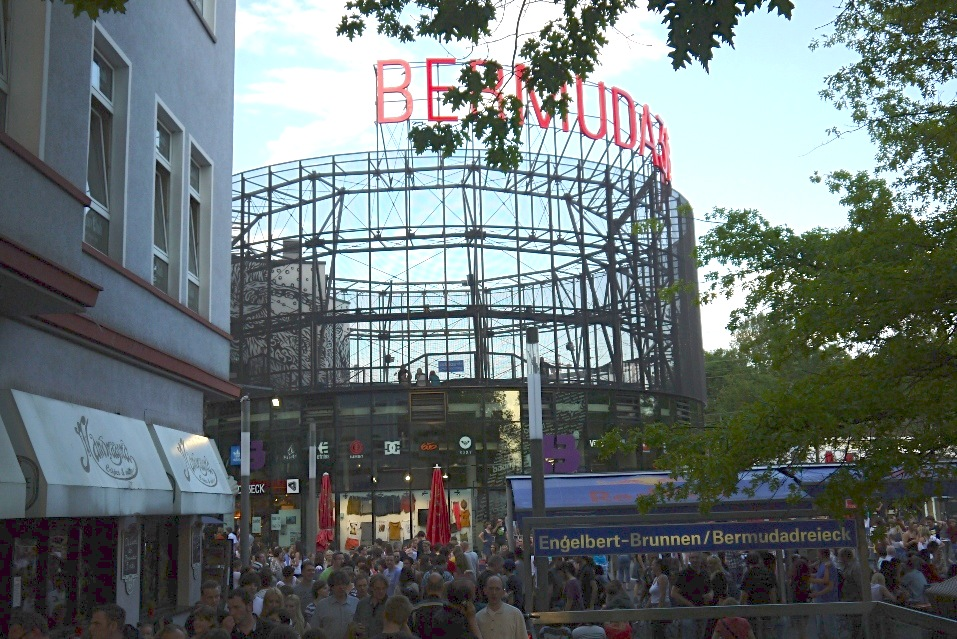
U-Bahnhof, „Mandra“, Skater-Deck im Store am Parkhaus (2013)

## Kultur und Gastronomie
Im Bochumer Bermuda3eck gibt es über 80 gastronomische Betriebe. Die Ausdehnung des Gebiets beträgt rund zwei Quadratkilometer. Von den etwa 8000 Plätzen in Restaurants und anderen Gaststätten zählen über die Hälfte zur Außengastronomie, die für das Bermuda3eck typisch ist, seit in Bochum die Bestuhlung von Plätzen und Gehwegen zu Beginn der 1970er Jahre eingeführt wurde. Die mit dieser Entwicklung einhergehende „Privatisierung“ des öffentlichen Raumes durch Biergärten ist umstritten, aber von der Bevölkerung allgemein akzeptiert.
Die Gastronomie hat über drei Millionen Gäste pro Jahr. Im Sommer kommen an sonnigen Wochenenden manchmal 30.000 Gäste pro Tag und bei großen Veranstaltungen wie Bochum Total gibt es etwa 300.000 Gäste. Das Bermuda3eck bietet rund 1600 Arbeitsplätze.
Die Immobilienpreise und Pachtpreise sind in den 2010er Jahren gestiegen, so dass der klassische Einzelhandel verschwindet und die leerstehenden Flächen von Gastronomiebetrieben übernommen werden. Dadurch liegen die Essens- und Getränkepreise der Gastronomiebetriebe im regionalen Vergleich recht hoch.
Im Bermuda3eck findet seit mehreren Jahren als Eröffnung der Sommersaison am 30. April die Veranstaltung „Stühle raus“ statt. Die größte Veranstaltung ist das viertägige Straßen-Musikfestival Bochum Total, welches jährlich Anfang Juli stattfindet. Weitere regelmäßige Veranstaltungen sind im Sommer Tango Argentino Tanzabende auf der Bühne am KAP und in der Wintersaison akustische Konzerte im Mandragora.
Auch durch die Nähe zum Hauptbahnhof, zum Schauspielhaus Bochum, zur Diskothek „Gleis 9“, zur Kulturstätte Rotunde und zu mehreren Kinos ist das Viertel das kulturelle Zentrum der Stadt und ein beliebter Treffpunkt für Menschen aus dem gesamten Ruhrgebiet.

## Geschichte und Wandlung
Bis Ende der 1970er Jahre war der Platz um den Engelbertbrunnen durch nichts Ungewöhnliches gekennzeichnet. Lediglich die Kinobetriebe Intimes (heute: Casablanca), Union und in der näheren Umgebung das Capitol (später Bofimax, seit 2017 wieder Capitol) sowie das englische Themenlokal Victory Pub und ein neben dem Kino liegendes Kneipenrestaurant, heute ein türkisches Restaurant, sorgten damals für Attraktivität am Abend in Bochum. Das heute noch existierende Bratwursthaus hatte auch schon in den 1950ern hier seine Anfänge.
Erst die sich rasch erhöhende Kneipendichte zum Ende der 1980er Jahre führte zur Herausbildung eines regelrechten „Ausgehviertels“. Insbesondere die Befahrbarkeit der Brüderstraße machte das Viertel zu einer Art Showbühne für umgebaute Pkw (damals insbesondere wegen der zu jener Zeit ortsansässigen Opelfabrik Opel Mantas). Der Begriff Bermudadreieck erschien erstmals im ehemaligen Magazin MARABO. Der Reporter Werner Schmitz verfasste im Jahr 1988 einen Artikel über Leonardo Bauer (den „Vater“ des Bermuda3ecks) mit dem Titel Käpt’n im Bermudadreieck und zitierte ihn.
Seit den 1980er Jahren gehört die Logos Gruppe mit mehreren unterschiedlichen gastronomischen Betriebstypen zu den Hauptentwicklern des Bermuda3ecks. Dabei wurden anders als bei der herkömmlichen Systemgastronomie nicht viele Standorte mit einem Schwerpunkt, sondern einer mit vielen Konzepten entwickelt. Mitte der 1990er Jahre deckten Bauer und die Logos Gruppe durch ein breites Spektrum unterschiedlicher Gastronomiekonzepte nahezu den gesamten Markt im Bermuda3eck ab.
Bauer und die Logos-Gruppe waren Initiatoren der ISG Bermuda3eck e. V., einer der ersten Immobilien- und Standortgemeinschaften (Business Improvement District / BID) Nordrhein-Westfalens, deren Aufsichtsrat Bauer und Hans-Joachim Hauschulz für die Logos-Gruppe angehörten. Inzwischen wird der Vorstand von Gastronomen und Kulturschaffenden gestellt, und der Aufsichtsrat von Vertretern der IHK, Bochum Marketing und anderen Personen (Stand Januar 2024).
Die hohe Anziehungskraft auf außerstädtische Besucher, die sich in der Zuordnung der Kneipen zu den unterschiedlichen Jugendkulturen nicht auskannten und dies in dieser Form auch nicht gewohnt waren, führte in den 1990er Jahren zu einer weitgehenden Egalisierung der Gastronomien, zu einem Preisanstieg sowie zu einem Überwiegen der Gelegenheitsgäste gegenüber den Stammgästen. Eine Angleichung der Gestaltung zeigt sich auch durch die Ausstattung mit Großbildleinwänden, wie sie aus der US-amerikanischen Gastronomie bereits bekannt sind.
Im Zuge einer umfangreichen Sanierung der oberen Kortumstraße wurden im Bereich des Bermuda3ecks von Ende 2008 bis Anfang 2009 fast der gesamte alte Baumbestand sowie der bereits in den vergangenen Jahren stetig verkleinerte Engelbertbrunnen beseitigt. Die Ritterfigur des ehemaligen Brunnens erhielt einen neuen Standort direkt gegenüber der Einmündung der Brüderstraße und wurde 2020 zur Propsteikirche versetzt. Der Baumbestand wurde durch Neupflanzungen ersetzt. Die geometrische Ausrichtung dieser Bäume zusammen mit einer neuen Beleuchtung entlang der Gebäudefluchten schafft große Freiflächen und damit deutlich mehr Stuhlplätze für die Gastronomie. Gleichzeitig wurde damit aber auch jegliche Sitzmöglichkeit für Besucher entfernt, die nicht das gastronomische Angebot nutzen.
Im Jahr 2011 eröffnete der Streetwear-Laden Boom! Store ein gläsernes Rondell am Eingang Adenauerplatz und 2012 auf dem dortigen Dach eine Outdoor-Skater-Landschaft.

## Verkehrliche Anbindung
Im Bermuda3eck befindet sich seit 1979 der U-Bahnhof Bermuda3eck/Musikforum (bis Juni 2015: Engelbertbrunnen/Bermudadreieck) der Stadtbahn Bochum. Er wird von den Straßenbahnlinien 308 und 318 der Bochum-Gelsenkirchener Straßenbahnen AG bedient. Außerdem befindet sich der Bochumer Hauptbahnhof in der Nähe.